# 성 (감로)
성(成, ? ~ ?)은 전한 후기의 관료이다. ‘성’은 이름자로, 성씨는 알려져 있지 않다.

## 행적
감로 4년(기원전 50년), 경조윤에 임명되었다.

## 출전
- 반고, 《한서》권19하 백관공경표(百官公卿表) 下

| 전임 장창 | 전한의 경조윤 기원전 50년 ~ 기원전 48년? | 후임 진수 |